# Geschichte der Beleuchtung

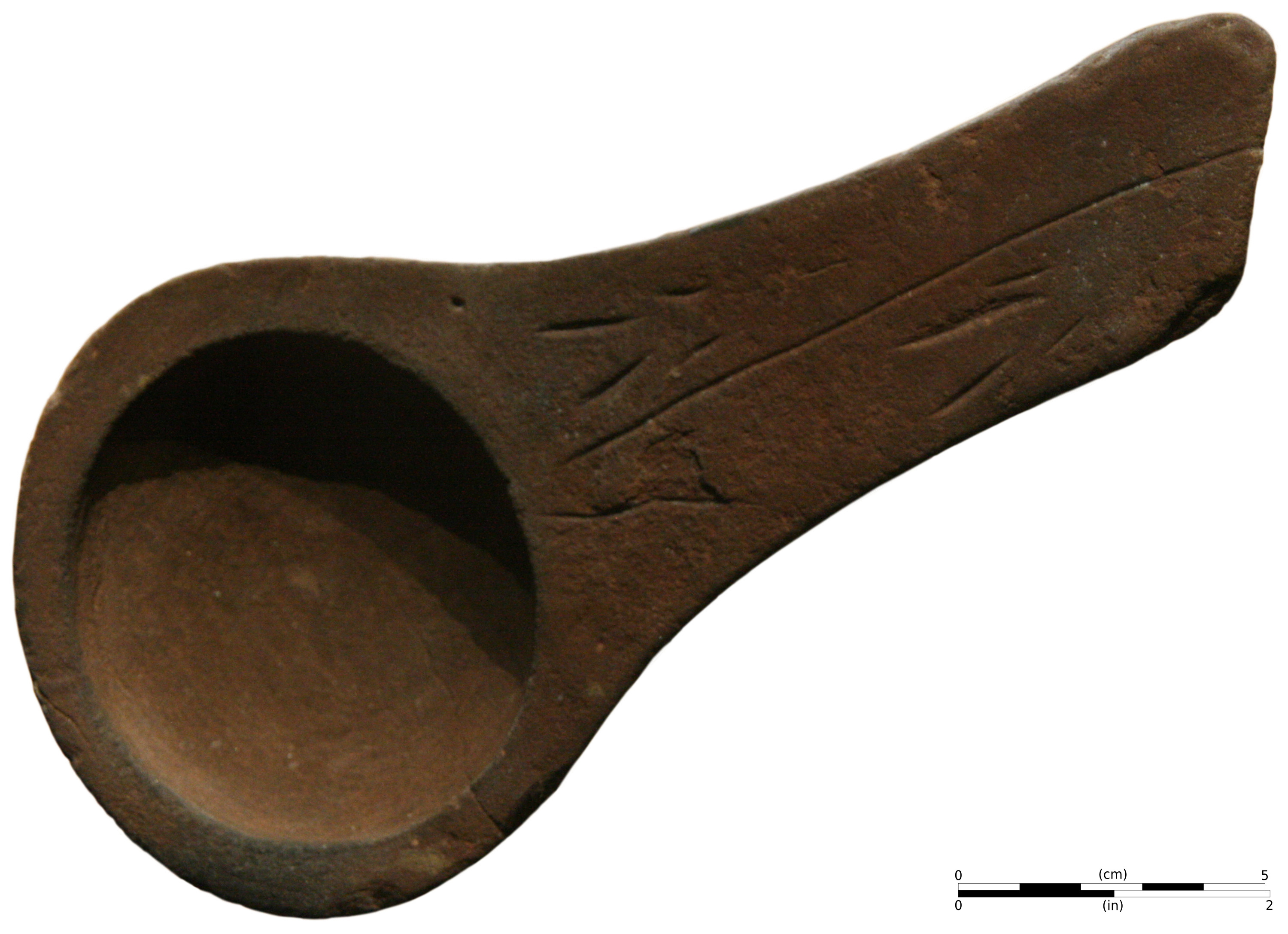
Öllampe aus rotem Sandstein, gefunden in der Nähe des Brunnens in der Höhle von Lascaux, ca. 17.000 Jahre alt (15.000 v. Chr.)

Die Geschichte der Beleuchtung umfasst die Entwicklungen bezüglich der Lichterzeugung mit künstlichen Lichtquellen von der Urgeschichte bis zur Gegenwart.

## Offene Flammen
Die drei großen Kulturleistungen des Feuers für die frühe Menschheit sind das Kochen, das Heizen und das Leuchten. (W. Schivelbusch)
Bis vor kaum mehr als hundert Jahren war die offene Flamme das einzig bekannte Beleuchtungsmittel. Eine der ältesten und in Mitteleuropa weit verbreiteten künstlichen Lichtquellen war der Kienspan, ein harzdurchtränktes Stück Holz, meistens aus der besonders harzreichen Kiefer. Eine alte Bezeichnung für die Kiefer ist Kienföhre, daher der Name. Kienholz entsteht durch eine äußere Verletzung der Baumrinde: der Baum produziert zum Schließen der Wunde mehr Harz, welches verhärtet – das Holz verkient. Schneidet man diese Stelle in dünne Späne, so erhält man eine gute und minutenlang leuchtende Lichtquelle.
Aus dem Kienspan entwickelte sich die Fackel. Ein Holzscheit wird künstlich mit einem besonders hell brennenden Material wie Harz oder Pech beklebt oder umwickelt, bis er am oberen Ende eine keulenförmige Verdickung bildet. Der ursprüngliche Holzscheit diente von nun an nicht mehr als Brennstoff, sondern lediglich noch als Träger.

## Docht und Lampe

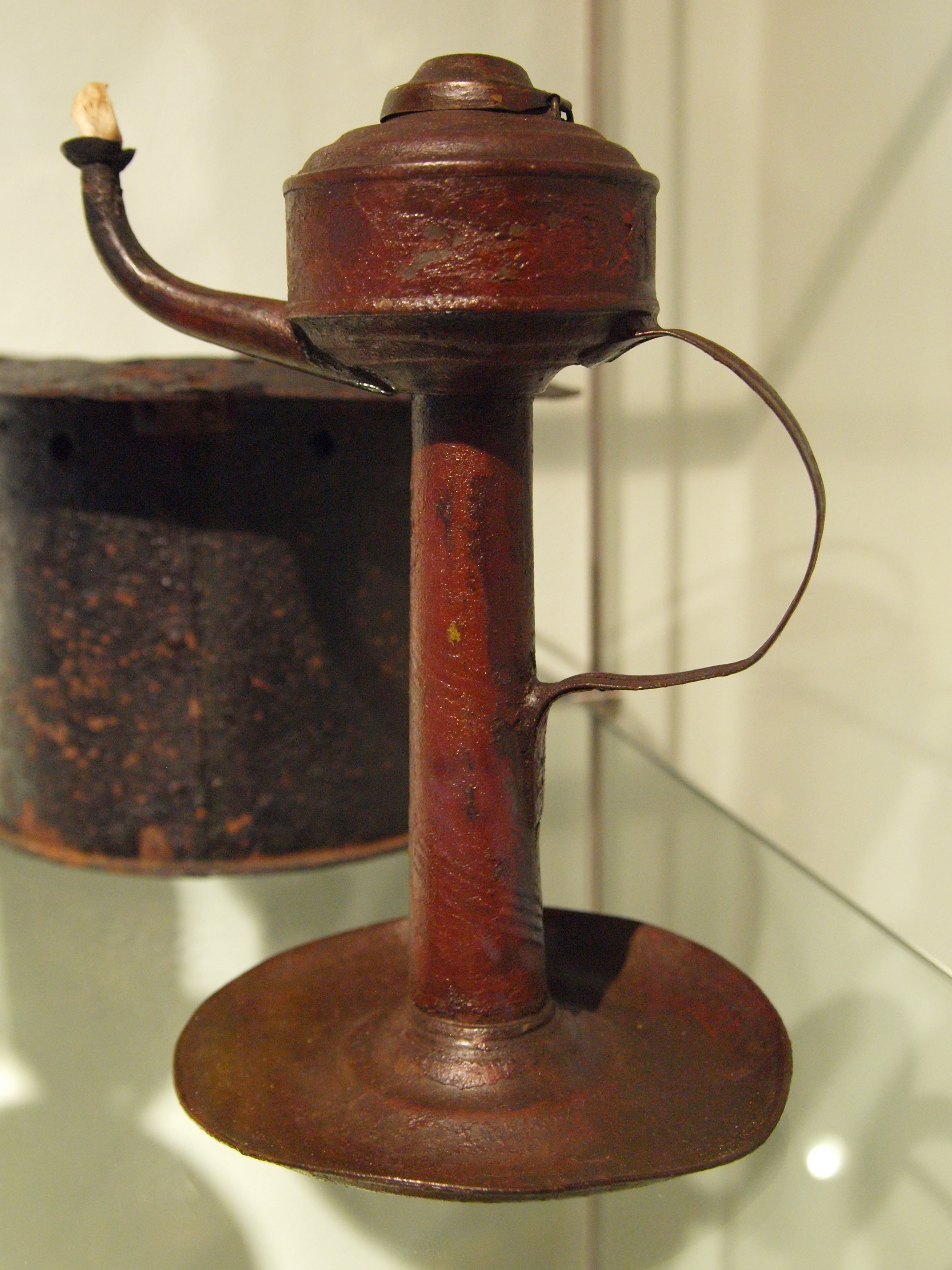
Tranlampe oder Walratlampe des 18. Jahrhunderts. Eisenblech mit Baumwolldocht. aus Deutschland

Bei der Öllampe sind diese Funktionen voneinander getrennt. Als Brennstelle dient nun der Docht (bei in der Eiszeit benutzten, mit Tierfett gefüllten Lampen aus Tierdarm hergestellt), und der zu seiner Speisung erforderliche Brennstoff kommt aus einem getrennten Brennstoffbehältnis. In der Fackel erlebt der Mensch das Feuer noch in seiner zerstörerischen Urgewalt, in der stetig und ruhig vor sich hin brennenden Kerze oder der Flamme der Öllampe wird das Feuer beruhigt und reguliert. Als Brennstoffe dienten verschiedenste pflanzliche und tierische Fette, Öle und Wachs. Ab dem 16. Jahrhundert wurde in Deutschland erstmals Raps- und Rüböl produziert und eine gewisse Versorgungssicherheit für Lichtbrennstoffe geschaffen. Die Verwendung eines Dochtes wird als die „erste Revolution in der Beleuchtungstechnik“ angesehen.
Die Leuchtmittel im 18. Jahrhundert bestanden für den Adel bzw. die mittlere Bourgeoisie und Großbourgeosie hauptsächlich aus Bienenwachskerzen, während die Menschen des armen dritten Standes auf eine Beleuchtung durch Verbrennen etwa von Talg und Tran zurückgriffen. Der Preis für Kerzenwachs unter Ludwig XIV. entsprach dem Tageslohn eines Manufakturarbeiters oder Handwerkers, etwa 2,5 Livre. Talgkerzen wurden mit Arsenik geweißt. Erst ab 1725 gab es mit dem Walrat einen von sich aus weißen Kerzengrundstoff, der vornehmlich für Luxuskerzen benutzt wurde. Brennende Kerzen mussten ferner ständig „geputzt“ („geschneuzt“) werden, man kürzte den abgebrannten Docht ein, damit ein stärkeres Rußen oder Tropfen der Kerzen eingedämmt wurde. Geflochtene Dochte entstanden erst zum Ende des Jahrhunderts.
Aber auch Öllampen waren weit verbreitet, wie etwa die Cardanlampe und ab 1783 die Argand-Lampe.
Der Schweizer Aimé Argand entwickelte im ausgehenden 18. Jahrhundert einen Runddocht, der durch größere Sauerstoffzufuhr eine höhere Brenntemperatur und damit ein saubereres Verbrennen des Brennstoffes ermöglichte. Ein der Flamme übergestülpter Glaszylinder beruhigte den Brennvorgang und somit den Lichtauswurf, und ein Drehmechanismus erlaubte es, den Docht höher bzw. niedriger zu stellen und damit auch mehr oder weniger Licht zu erzeugen. Der französische Philosoph Marquer bewunderte 1793 die Argand-Lampe: „Die Wirkung dieser Lampe ist besonders schön. Ihr außerordentlich helles, lebhaftes und beinahe blendendes Licht übertrifft das aller gebräuchlichen Lampen, und sie entwickelt dabei keinerlei Rauch […]. Außerdem konnte ich im Umkreis der Flamme nicht den geringsten Geruch wahrnehmen.“ Nach der Entdeckung der Ölfelder in Pennsylvania wurde Petroleum als billiger und sauberer Brennstoff dem organischen Öl vorgezogen. Auch die Petroleumlampe, die nun überall Verbreitung fand, brannte nach dem Argandschen Prinzip.

## Gaslicht

Auszug aus dem Verwaltungsbericht der Stadt Kolberg über den Betrieb der Straßenbeleuchtung von 1906

1862 entdeckte Friedrich Wöhler eine Methode, aus speziell gebranntem Kalk Acetylengas zu gewinnen. Sobald Calciumcarbid (Karbid) mit Wasser in Verbindung kommt, entsteht das brennbare Gas (Ethin), das mit einer extrem hellen Flamme verbrennt und mit einer Karbidlampe als Grubenlampe zum Beleuchten von Höhlen und Bergwerksstollen sofort geeignete Anwendung fand. Um das Calciumcarbid nutzen zu können, wird es in einen aus zwei Kammern bestehenden Gasgenerator gefüllt. In der oberen Kammer befindet sich Wasser, in der unteren das Karbid. Durch eine Regulierschraube wird der Wasserfluss zum darunter befindlichen Karbid und somit auch die entstehende Gasmenge eingestellt. Das ausströmende Gas wird zu einer Düse geführt und verbrennt mit heller, gelber und leicht rußender Flamme. Das Anwendungsgebiet der neuen Lampengeneration beschränkte sich keineswegs nur auf Grubenlampen. Motorrad- und Autoscheinwerfer, Fahrradlampen, Bahnlampen, Handlaternen, Tisch- und Wandleuchten zeigen das breitgefächerte Einsatzgebiet und die Vielseitigkeit der Karbidlampe. Verunreinigungen von Calciumphosphid während des Herstellungsprozesses führen bei der Wasserzugabe zu der Entstehung von Monophosphan, das einen knoblauchartigen Geruch entwickelt. Wegen dieses Geruchs und weil Ethin nicht vollständig verbrennt, wurde diese Beleuchtungstechnik in Wohnräumen kaum genutzt.
Geruchsneutraler verhielt sich das industriell erzeugte Steinkohlegas, das als Abfallprodukt bei der Verkokung von Steinkohle entstand und als Brennstoff für Industrie- und Straßenbeleuchtung vielerorts eingesetzt wurde. Dieses Gaslicht war jedoch von einem Leitungssystem abhängig und fand erst Ende des 19. Jahrhunderts im neu industrialisierten England und bald darauf auch in Deutschland vor allem in den Städten Eingang in Privathaushalte des Bürgertums.
Wurde der Docht als Brennstelle bei der Öllampe noch als beleuchtungstechnische Revolution gefeiert, so fehlte er beim Gaslicht wieder. So bemerkt Wolfgang Schivelbusch in seinen Lichtblicken: „Was den ersten Betrachtern der Gasflamme neben ihrer blendenden Helligkeit am meisten in die Augen sprang, war das Fehlen des gewohnten Dochtes.“ Doch was damals als hell galt, würden wir heute wohl als intim oder schummrig bezeichnen.

## Distanzlicht
Die offene Gasflamme als Leuchtquelle beschränkte sich auf einen relativ geringen räumlichen Lichtauswurf. Anders verhielt sich dagegen das Glühlicht, das so hell und heiß erstrahlte, dass man Abstand dazu brauchte, das weite Flächen auszuleuchten vermochte und deshalb auch Distanzlicht genannt wurde. Carl Auer von Welsbach übertrug das Prinzip des Weißglühens, das Humphry Davy 1800 bei seiner Kohlebogenlampe entdeckt hatte, in die Gasbeleuchtungstechnik. Nur noch eine Bunsenflamme war nötig, um den Thorium-Cer-Glühstrumpf zum Glühen zu bringen, was bei weitaus geringerem Gasverbrauch eine bedeutend höhere Lichtausbeute zur Folge hatte.
Das helle Gasglühlicht wurde, da ja bereits ein Versorgungsnetz bestand, zeitweise zum ernsthaften Konkurrenten des derzeit neuen, aber noch teuren elektrischen Lichtes, für das zunächst noch eine Verteilerstruktur geschaffen werden musste. Gaslicht war noch um 1900 die vorherrschende Beleuchtungstechnik der Industrie und der städtischen Moderne. Die Nachteile der Immobilität der Lichtquelle mit aufwendigem Versorgungsnetz und die extreme Hitzeentwicklung und Feuergefahr bestanden allerdings weiter und verhinderten eine flächendeckende Ausbreitung des Gaslichtes außerhalb der Städte.

## Elektrizität

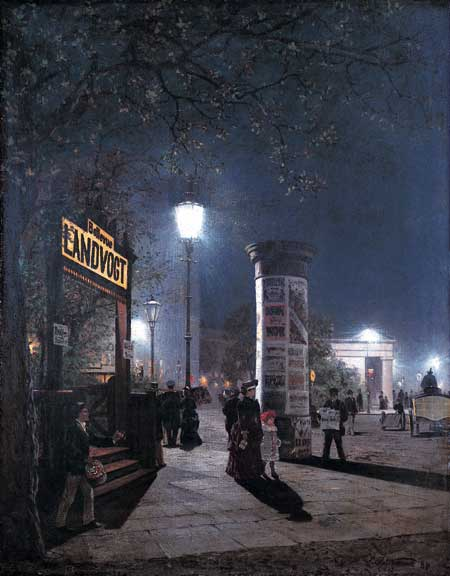
Carl Saltzmann: Erste elektrische Straßenbeleuchtung in Berlin, 1884

Die Verbreitung des elektrischen Lichtes war ein wichtiges Element des gesellschaftlichen Transformationsprozesses des 19. Jahrhunderts. (B. Binder)
Die „jablotschkowsche Kerze“ als spezielle Kohlenbogenlampe spendete durch das Abbrennen zweier Kohlenstifte ein bis zwei Stunden lang Licht. Nicht die Flamme war für das Leuchten verantwortlich, sondern das Weißglühen der Kohle. Dieses Licht, extrem hell und blendend, wurde nur als Industrie- und Außenbeleuchtung eingesetzt. Es konnte kein zentrales Versorgungsnetz aufgebaut werden, der benötigte Strom wurde jeweils direkt vor Ort an der Bogenlampe produziert. Bogenlicht fand wegen seiner unveränderbaren, gleißenden Helligkeit keinen Eingang in die Wohnhäuser, obwohl es erstmals tatsächlich „die Nacht zum Tag“ machte.
Eine Revolution im Beleuchtungssektor wurde 1879 von Thomas Edison eingeleitet. Das Prinzip der Kohlefadenglühlampe hatte Humphry Davy schon um 1800 erdacht, doch konnte er keinen wirtschaftlichen Nutzen daraus ziehen. Erst Edison entwickelte einen haltbareren Glühfaden aus Bambuskohlefasern, der die Brenndauer auf ca. 40 Stunden erhöhte. Kurze Zeit später wurde die Bambuskohlefasern durch Kohlefaden ersetzt, die über eine Brenndauer von ca. 2000 Stunden verfügte. Er verstand es auch, ein komplettes System von Stromerzeugung, Verteilung, Schaltern und Sicherungen zusammenzustellen, das eine Handhabung des elektrischen Lichtes für jedermann und eine industrielle Produktion der Komponenten erlaubte. Der Siegeszug der elektrischen Beleuchtung begann. Jedoch galt die elektrische Beleuchtung anfangs als ein Luxus, der nicht jedem zugestanden werden konnte.
Um die vorherrschende Gasglühbeleuchtung zu verdrängen, bedurfte es jedoch einer langlebigeren Glühlampe. Derselbe Carl Auer, der auch das Gaslicht optimiert hatte, erfand zehn Jahre nach Edisons Kohlefaden die Metallfadenglühlampe. Helleres Licht und bedeutend längere Lebensdauer zeichnete diese Entwicklung aus. Die heute verwendeten Wolframlegierungen stammen von dem Amerikaner William David Coolidge, der ab 1909 bei General Electric tätig war. Osram (Osmium und Wolfram) und Wotan (Wolfram und Tantal) konkurrierten in Deutschland ein paar Jahre um die Vorherrschaft bei der Glühlampenproduktion, bis die jeweiligen Produzenten Siemens und AEG (mit der Karl Auer AG) eine gemeinsame Produktion unter dem Namen Osram beschlossen und das Leuchtmittel der Moderne vollends unter Kontrolle brachten.

## 20. und 21. Jahrhundert

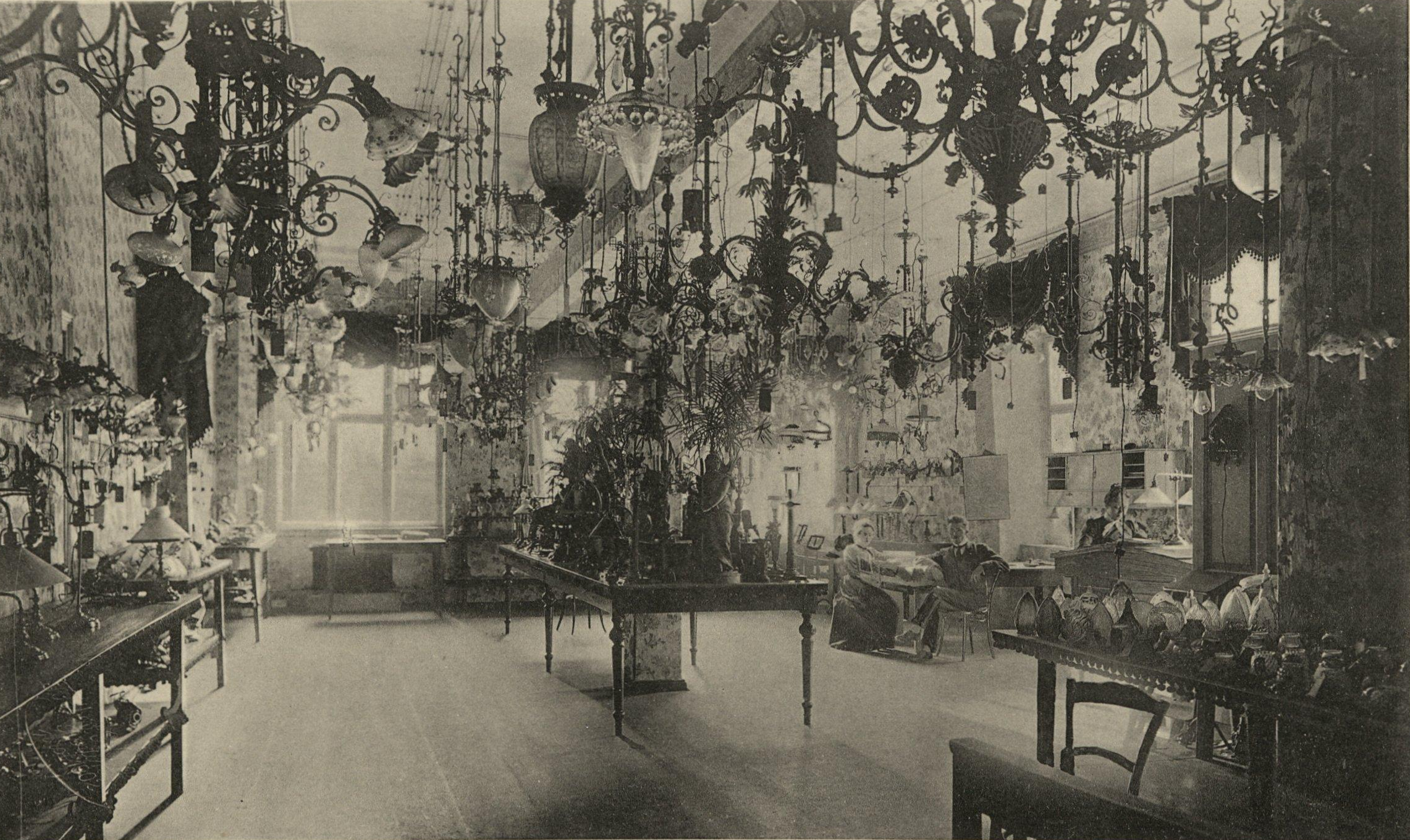
Verkaufsraum für Lampen, Stettiner Elektrizitätswerke, um 1902

Hohe Kosten für Stromproduktion und Stromversorgung verzögerten noch im 20. Jahrhundert die Ausbreitung des elektrischen Lichts. Berlin war Ende der 1920er Jahre erst zu 50 % an das Stromnetz angeschlossen. Elektrizität wurde anfangs als reiner Lichtspender betrachtet, noch gab es kaum andere elektrische Geräte. Die hohen Anschlusskosten an das Stromversorgungsnetz und die hohen Preise für nicht besonders langlebige Leuchtmittel machten „das Licht“, wie der Strom im Volksmunde genannt wurde, zu einem Luxusgut für reiche Bürger. Finanzielles Entgegenkommen der Elektroindustrie beim Leitungsanschluss und sogar bei der Versorgung mit Glühlampen waren nötig. Manche Gemeinden wurden initiativ und halfen bei der Finanzierung der Elektrifikation ihrer Bewohner. Trotzdem dauerte es bis in die 1940er Jahre, bis ganz Deutschland ans Stromnetz angeschlossen war.
Besonders in Städten war das mittlerweile gut entwickelte Gasglühlicht mit seinem schon existierenden Versorgungsnetz ein ernster Konkurrent, der die flächenmäßige Ausbreitung des Stroms in lukrativen Märkten verzögerte. Strom als Kraftquelle für arbeitssparende Elektromotoren oder als Beleuchtungsenergie für dadurch besser zu nutzende Arbeitsbereiche lieferte wirtschaftliche Argumente. Elektrolicht für den privaten Wohnbereich wurde als komfortabler Nebeneffekt gutgeheißen. Die damaligen Stromproduzenten warben mit der Wirtschaftlichkeit von Strom im Vergleich zu Gaslicht, mit dem Komfort, und mit dem Sozialprestigefaktor.

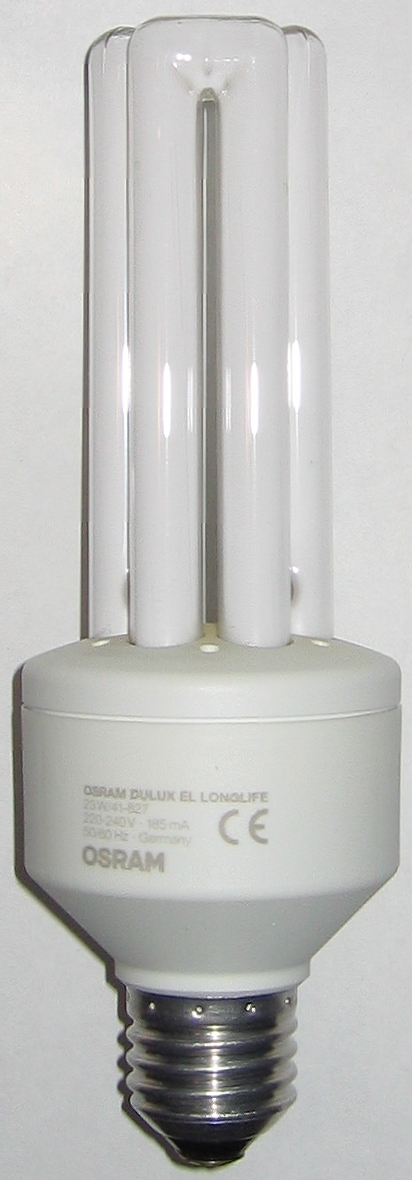
Kompaktleuchtstofflampe, seit 1981

Anfangs überwogen die Vorteile. Man konnte bei Nacht arbeiten, sich um Haus und Hof kümmern, wofür man früher oft keine Zeit hatte. In den Fabriken, die nun rund um die Uhr voll beleuchtet werden konnten, setzte Schicht- und Nachtarbeit ein. Arbeits- und Wohnräume wurden funktional voneinander getrennt. Das ganze Haus konnte je nach Bedarf ausreichend beleuchtet werden und stand nun auch während der Dunkelheit zur kompletten Nutzung bereit. Die Straßen wurden zum nächtlichen Lebensraum hinzugewonnen. Es stank nicht nach Petroleum, die Gefahr, dass Haus und Hof abbrennen, schien gebannt. Sauber, praktisch, modern wurden zu Attributen der Elektroenergie und Wegbereiter einer neuen Zeit. Die Gefährdung der Umwelt durch die Stromproduktion (Kohlekraftwerke, Wasserstauwerke, Atommeiler) und das damit verbundene Gesundheitsrisiko der vermeintlich sauberen Energie wurden erst später bedacht. Seit den 1920er Jahren wurde auch in Europa an Leuchtstofflampen geforscht. 1939 stellten GE und Westinghouse fluoreszierende Leuchten auf der Weltausstellung in New York aus. In Kriegszeiten bestand in der Industrie ein großer Bedarf an effizienter Beleuchtung. Schon 1951 wurden in USA mehr Leuchtstofflampen als Glühbirnen hergestellt. In den 1980er Jahren kamen die ersten Kompaktleuchtstofflampen für den E27-Sockel auf den Markt. 1986 gelang japanischen Forschern der Durchbruch bei der seit 1957 verfolgten Lichterzeugung durch Halbleiter, den sogenannten LEDs, so dass durch sie mit vergleichsweise sehr geringem Energieaufwand auch weißes Licht erzeugt werden konnte.
2009 beschloss die EU ein schrittweises Verbot der Herstellung und des Inverkehrbringens von Glühlampen, da bei ihnen lediglich etwa fünf Prozent der verbrauchten Energie in Licht umgewandelt werden. Im Jahr 2018 folgten – ebenso schrittweise – die gegenüber Glühlampen etwa 30 Prozent weniger Energie verbrauchenden Halogenlampen mit Ausnahme einiger Bauformen. 2021 wurde in der EU die Herstellung und das Inverkehrbringen von Kompaktleuchtstofflampen verboten; sie enthalten giftiges Quecksilber. Inzwischen gibt es sehr viele Leuchtmittelformen LED-basiert („Retrofitlampen“). Selbst Scheinwerfer werden inzwischen in LED-Technik hergestellt.

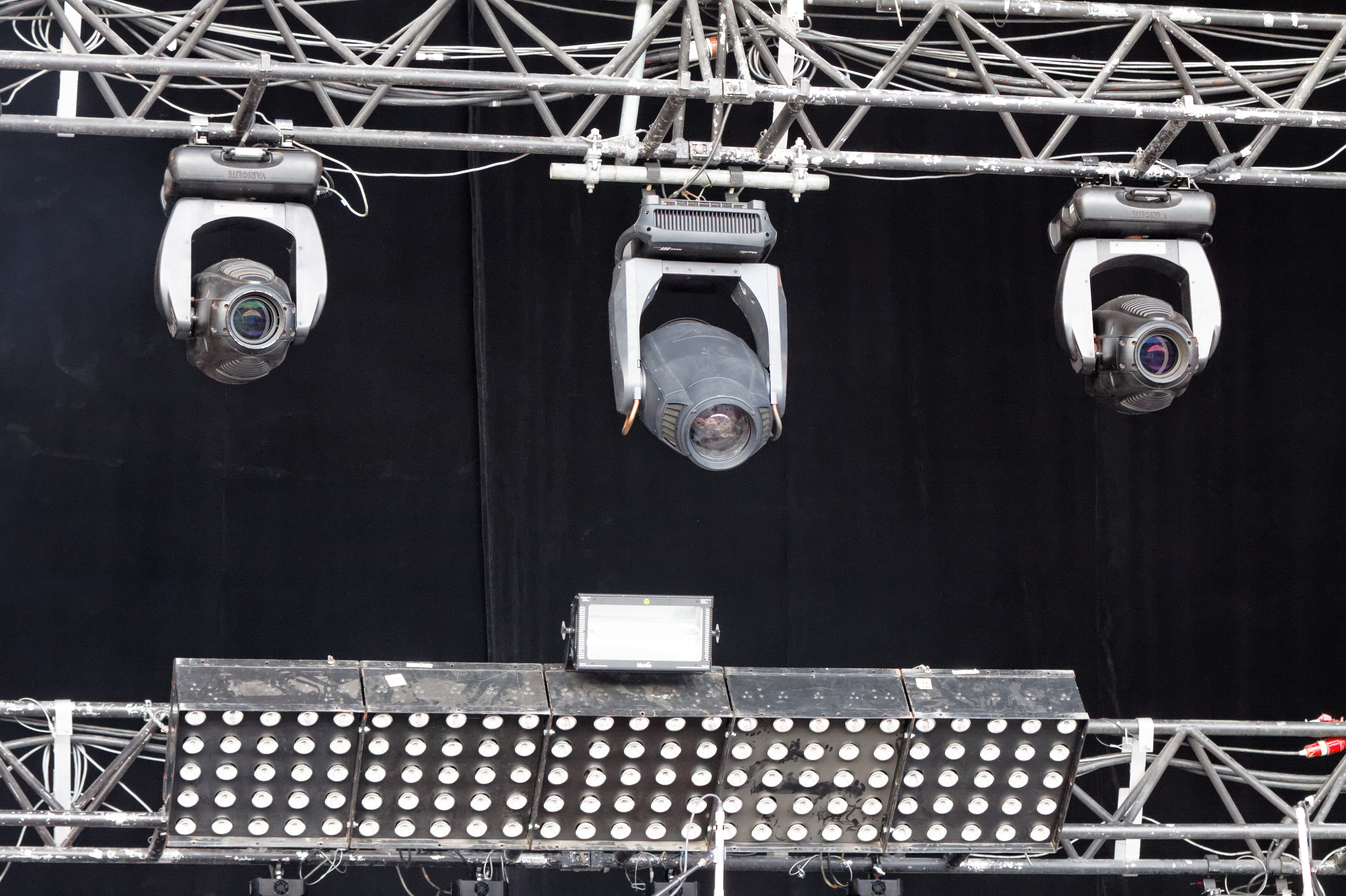
Bühnenbeleuchtungstechnik

Der jährliche Zuwachs der Lichtverschmutzung beträgt weltweit durchschnittlich 6 %.

### Zitate
„Wir sehen jedes Mal in der Geschichte der Beleuchtung, wenn es eine neue Technologie gibt, spart das eigentlich keine Energie. Sondern wir machen die Erde immer heller.“

## Zeittafel
- 50.000 v. Chr.: Offene Feuerstellen
- 8.000 v. Chr.: Schalenlampen (Vorläufer von Tonlämpchen)
- 700 v. Chr.: Tonlämpchen
- 2. Jahrhundert n. Chr.: Aufkommen von Kerzen im Römischen Reich
- 1783: Argand-Öllampe
- 1798/1802: Gaslicht in englischen Manufakturen
- 1799: Gaslicht-Patent von Philippe Lebon in Paris
- 1800: Lichtbogen zwischen Kohle-Elektroden entdeckt
- 1807: „Sinumbra-Lampe“ von George Philipps
- 1823: Johann Wolfgang Döbereiner erfindet das Platinfeuerzeug
- 1826: John Walker erfindet das Reibzündholz
- 1830: Paraffinkerze
- 1840: William Edwards Staite und William Petrie entwickeln verbesserte Bogenlampen mit Kompensation des Abbrandes
- 1857: Heinrich Geißler erfindet die Geißlersche Röhre, die erste Gasentladungsröhre
- 1862: Justus Liebig entdeckt Acetylengas für die Karbidlampe
- 1866: Werner Siemens erfindet die Dynamomaschine
- 1879: Edisons langlebige Kohlefadenglühlampe als Teil eines großindustriell vermarktbaren Systems von Stromproduktion, Leitungssystem, Sicherungen und Schalter
- 1881: Internationale Elektrizitätsausstellung in Paris, Edison erstmals in Europa
- 1883: Emil Rathenau gründet die “Deutsche Edison Gesellschaft”, später AEG
- 1884: Erstes öffentliches Elektrizitätswerk in Berlin
- 1885: Carl Auer von Welsbach entwickelt den Gasglühstrumpf
- 1889: Carl Auer von Welsbach entwickelt die Metallfadenglühlampe

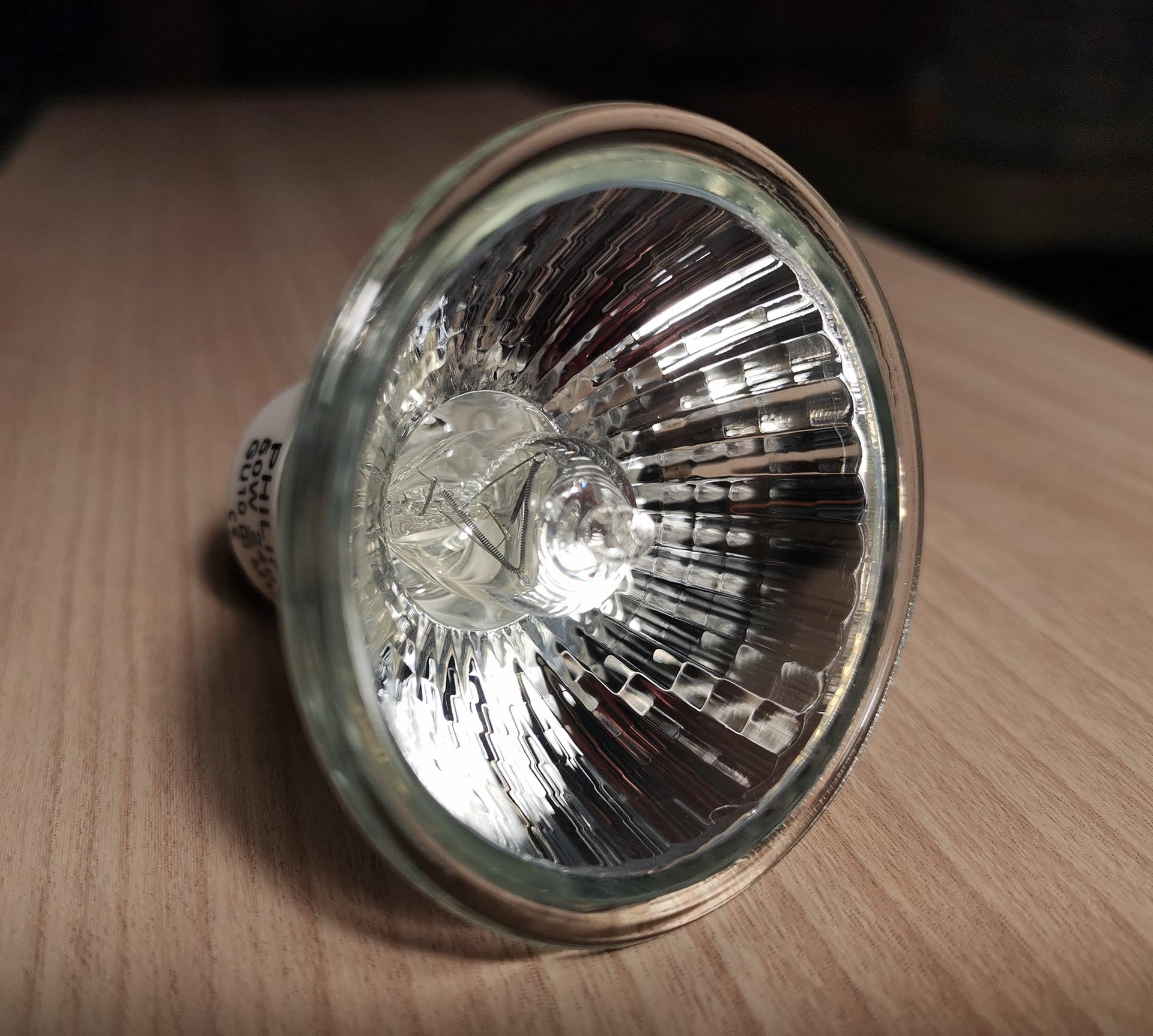
Halogenleuchtmittel

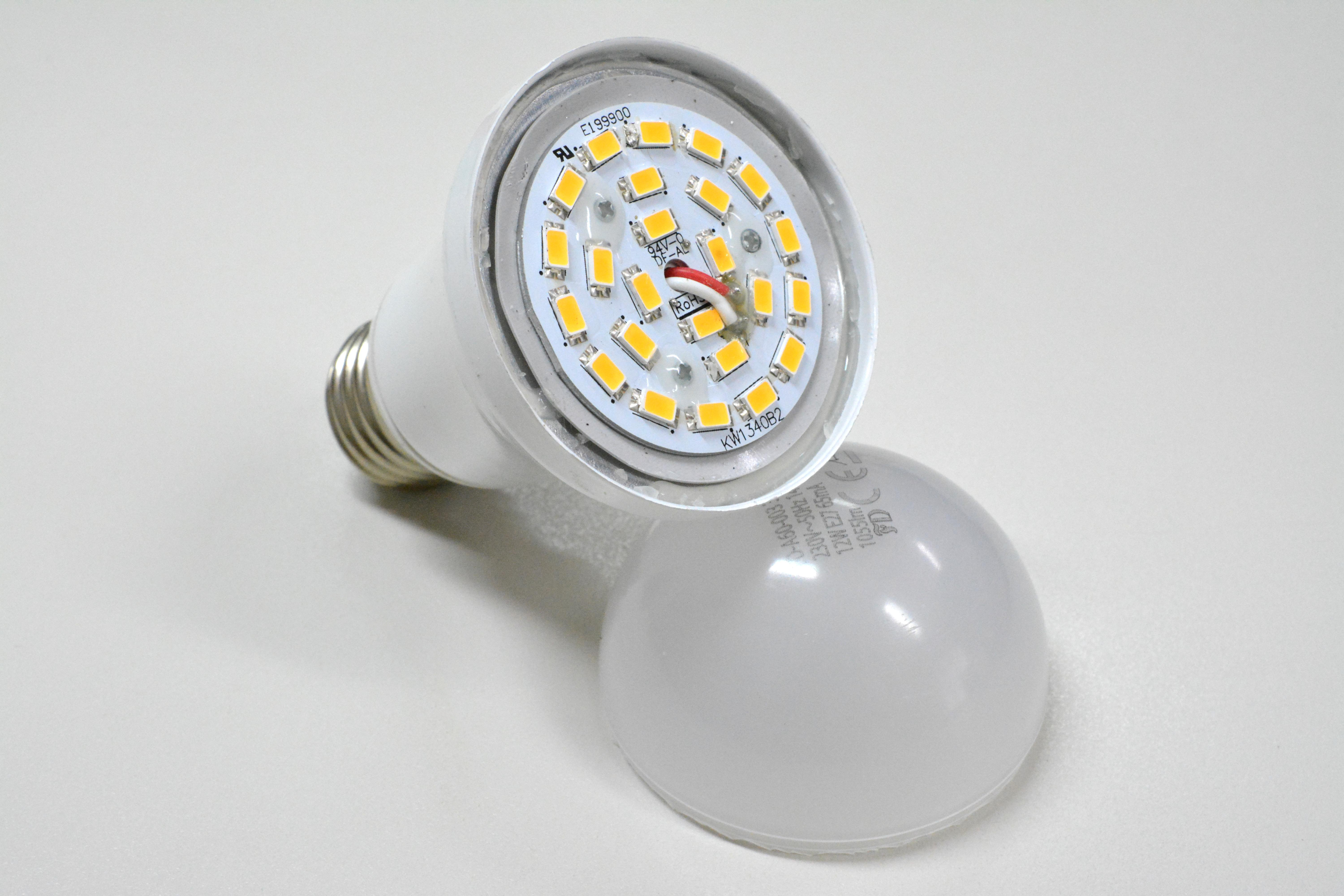
Leuchtmittel mit LED-Technik

- 1891: Übertragung von hochgespanntem Drehstrom
- 1895: 148 öffentliche E-Werke in Deutschland
- 1901: Peter Cooper-Hewitt erfindet die Quecksilberdampflampe
- 1906: Wolframlampe
- 1913: 4.040 öffentliche E-Werke in Deutschland
- 1919: Leuchtmittelhersteller Osram von Siemens, AEG und Auer gegründet
- 1938: General Electric beginnt mit der Produktion von Leuchtstoffröhren nach Patenten von Edmund Germer
- 1959: General Electric patentiert die erste kommerzielle Halogenlampe[12][13]
- 1962: Nick Holonyak entwickelt die erste brauchbare rote LED für General Electric
- 1980: Philips bringt die erste Kompaktleuchtstofflampe auf den Markt
- 1993: Das japanische Unternehmen Nichia beginnt mit der Herstellung von effizienten blauen LED auf Galliumnitridbasis, basierend auf einer Erfindung von Shuji Nakamura. Solche LED ermöglichen zusammen mit geeigneten Floureszenzfarbstoffen die Herstellung von weißen LED.
- 2008: Ushio Lighting stellt die erste LED-Fadenlampe vor.
- ab 2009: Verbote von Glühlampen aus Klimaschutzgründen werden in verschiedenen Regionen (z. B. Australien, Europa, USA) wirksam.
- ab 2010: Entwicklung und Produktion verbesserter LEDs.

## Museen zur Geschichte der Beleuchtung
- Gaslaternen-Freilichtmuseum Berlin, Deutschland (Schwerpunkte: Außenbeleuchtung auf Gasbasis, Berlin)
- Lumina Domestica. The Lamp Museum in Brügge, Belgien (alle Epochen, alle Beleuchtungsarten, alle Regionen)[14]
- Mulum. Musée du Luminaire in Lüttich, Belgien (alle Epochen, alle Beleuchtungsarten, alle Regionen)[15]
- Historisches Leuchtenmuseum beim Unternehmen Selux in Berlin, Deutschland (Schwerpunkte: elektrische Beleuchtung, Berlin)[16]